# X-59 Quesst

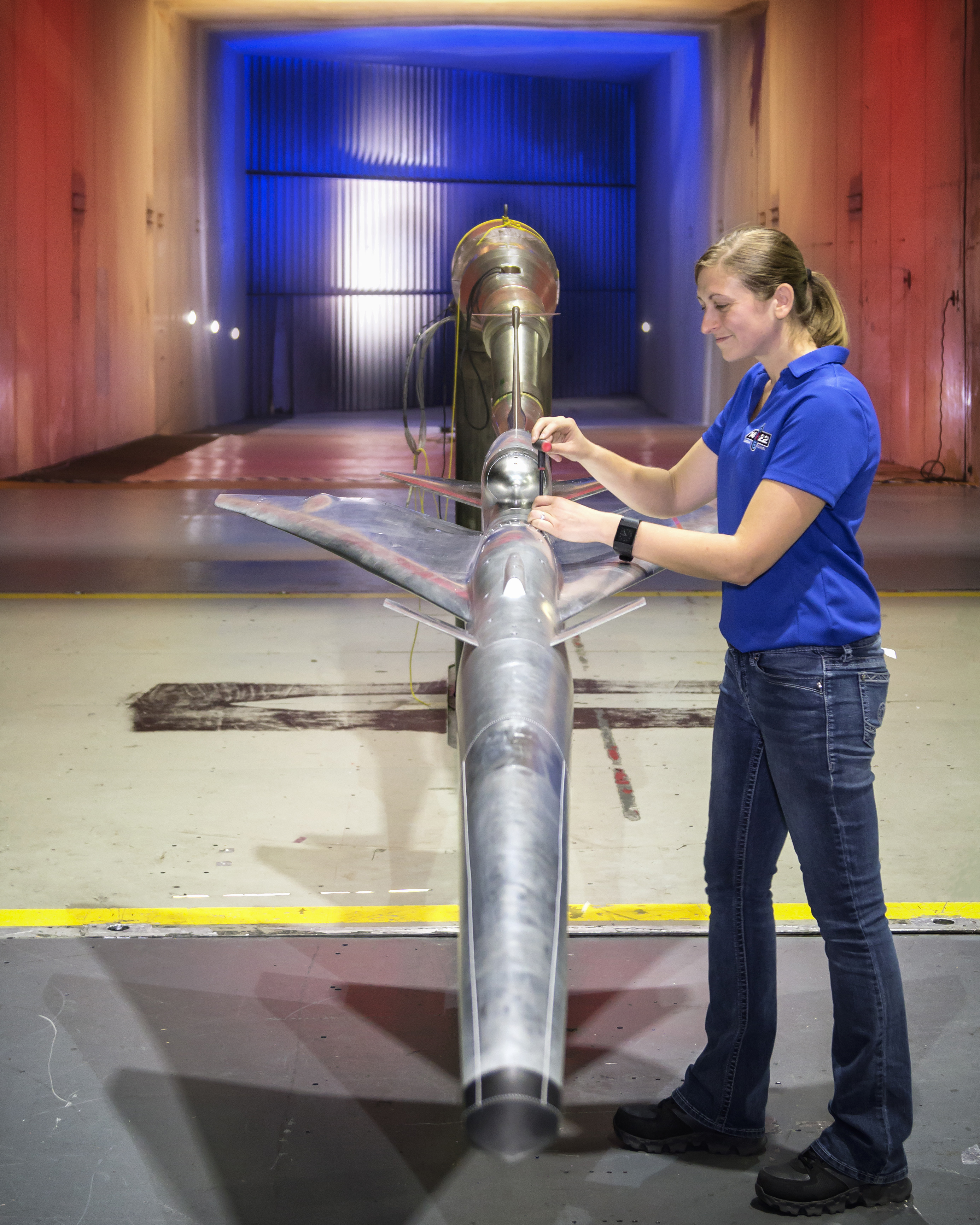
Un model en un túnel de vent a la NASA Langley, setembre de 2017

El Lockheed Martin X-59 Quest ("Quiet SuperSonic Technology"), de vegades anomenat QueSST, és un avió supersònic experimental nord-americà que s'està desenvolupant a Skunk Works per al projecte Low- Boom Flight Demonstrator de la NASA. El disseny preliminar va començar el febrer de 2016, amb el X-59 previst per començar les proves de vol el 2021. Després de retards, a partir de gener de 2024, està previst que es lliurarà a la NASA per a proves de vol el 2024. S'espera que navegui a Mach 1,42 (1.510 km/h; 937 mph) a una altitud de 55,000 peus (16.800 m), creant un Perceived Level baix nivell de decibels (PLdB) de percepció per avaluar l'acceptabilitat del transport supersònic.

## Desenvolupament
El febrer de 2016, Lockheed Martin va rebre un contracte de disseny preliminar, amb l'objectiu de volar en el termini de 2020. Un model a escala del 9% s'havia de provar en un túnel de vent des de Mach 0,3 fins a Mach 1,6 entre febrer i abril de 2017. La revisió preliminar del disseny estava prevista originalment per completar-se el juny de 2017. Mentre que la NASA va rebre tres consultes per a la seva sol·licitud de propostes d'agost de 2017, Lockheed va ser l'únic licitador.
El 2 d'abril de 2018, la NASA va atorgar a Lockheed Martin un contracte de 247,5 milions de dòlars per dissenyar, construir i lliurar a finals de 2021 el Low-Boom X-plane. El 26 de juny de 2018, la Força Aèria dels EUA va informar a la NASA que havia assignat la designació X-59 QueSST al demostrador. A l'octubre, la NASA Langley havia acabat tres setmanes de proves en túnel de vent d'un model a escala del 8%, amb alts AOA de fins a 50° i 88° a molt baixa velocitat, en comparació amb els 13° en campanyes de túnels anteriors. Les proves van ser per a l'estabilitat i el control estàtics, les oscil·lacions forçades dinàmiques i la visualització del flux làser, ampliant les prediccions experimentals i computacionals anteriors.
A partir del 5 de novembre de 2018, la NASA havia de començar les proves durant dues setmanes per recollir comentaris: fins a vuit cops al dia en diferents llocs per ser supervisats per 20 sensors de soroll i descrits per 400 residents, rebent una compensació de 25 dòlars per setmana. Per simular el cop, un F/A-18 Hornet està bussejant des de 50,000 peus (15.200 m) passar breument al supersònic per reduir les ones de xoc sobre Galveston, Texas, una illa, i un boom més fort sobre l'aigua. Aleshores, Lockheed Martin havia començat a mecanitzar la primera part a Palmdale, Califòrnia.
El maig de 2019, les peces estructurals principals inicials es van carregar al conjunt d'eines. Al juny començava l'assemblea. El sistema de visió externa (XVS) es va provar en vol en un King Air a la NASA Langley. A continuació, les proves del túnel de vent d'alta velocitat per verificar les prediccions de rendiment de l'entrada amb un model a escala del 9,5% al Centre de Recerca Glenn de la NASA.

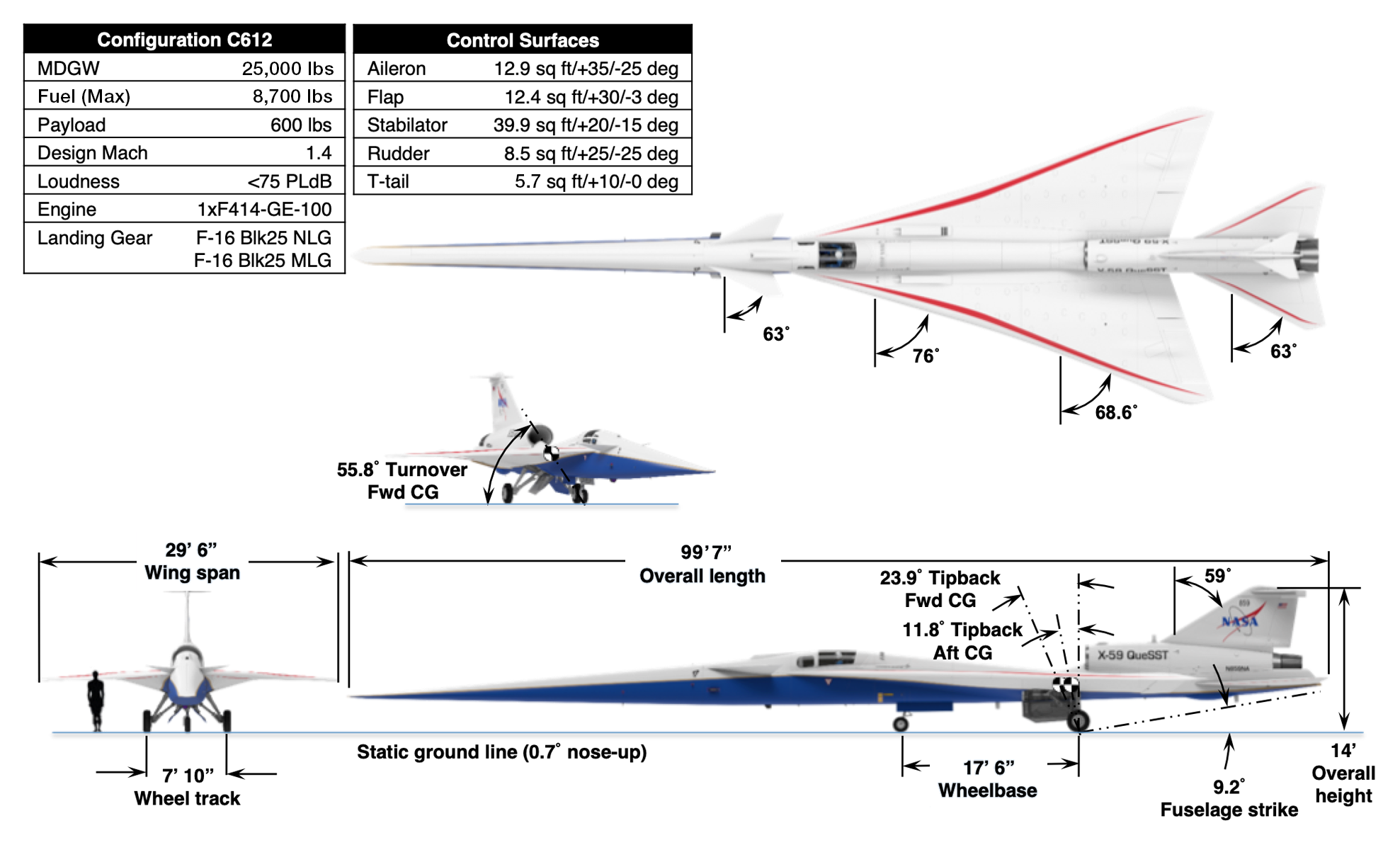
Característiques de X-59

## Disseny
El low-boom X-plane és de 99.7 peus (30,4 m) llarg amb un 29.5 peus (9,0 m) Envergadura per a un pes màxim d'enlairament de 32,300 lliures (14.700 kg). Impulsat per un motor General Electric F414, hauria d'assolir una velocitat màxima de Mach 1,5 o 990 mph (1.590 km/h) i creuer a Mach 1,42 o 940 mph (1.510 km/h) a 55,000 peus (16.800 m). La cabina, el seient d'expulsió i la marquesina provenen d'un Northrop T-38 i el tren d'aterratge d'un F-16. Amb postcombustió, el seu motor proporcionarà 22,000 lbf (98 kN) d'empenta.
A partir de l'any 2017, s'esperava que el soroll del sòl fos d'uns 60 dB(A), aproximadament 1/1000 tan fort com els avions supersònics actuals. Això s'havia d'aconseguir utilitzant una cèl·lula llarga i estreta i canards per evitar que les ones de xoc s'unissin. Una projecció del 2018 era que l'avió crearia un cop de 75 decibels percebuts (PLdB) a terra, tan fort com tancar la porta d'un cotxe, en comparació amb els 105-110 PLdB del Concorde. El motor central té una admissió muntada a la part superior per a un boom baix, però la distorsió del flux d'entrada a causa dels vòrtexs és una preocupació.
La cabina enrasada significa que el con del nas llarg i punxegut obstruirà tota la visió cap endavant. El X-59 utilitzarà un sistema de visió de vol millorat (EVS), que consisteix en una càmera 4K cap endavant amb un angle de visió de 33° per 19°, que compensarà la manca de visibilitat cap endavant.
El gener de 2019, Collins Aerospace, filial de United Technologies, va ser seleccionada per subministrar la seva aviònica Pro Line Fusion Cockpit, mostrant el boom a terra, i l'EVS amb sensors infrarojos d'ona llarga. El sistema d'imatge multiespectral Collins EVS-3600, sota el nas, s'utilitza per a l'aterratge, mentre que el sistema de visió externa de la NASA (XVS), davant de la cabina, ofereix una visió cap endavant.